# Art relationnel
L'Art relationnel désigne un ensemble de pratiques artistiques contemporaines dont l'essence repose sur la question très vaste de la relation. Ce concept est lié, sans s'y limiter, à celui d'« esthétique relationnelle », proposé par Nicolas Bourriaud au cours des années 1990.

## Art relationnel et esthétique relationnelle
L'esthétique relationnelle se réfère à un corpus d'œuvres défini par Nicolas Bourriaud dans des articles publiés au cours des années 1990, notamment dans la revue Documents sur l'art et dans des catalogues d'exposition, et repris en 1998 dans son ouvrage Esthétique relationnelle. Cet ouvrage, controversé, est une référence sur la question de l'art relationnel. 
L'art relationnel correspondrait, depuis les années 1990, à des pratiques « prenant pour point de départ théorique et/ou pratique la sphère des rapports humains ». Nicolas Bourriaud le définit ainsi comme « un art prenant pour horizon théorique la sphère des interactions humaines et son contexte social, plus que l'affirmation d'un espace symbolique autonome et privé ».
Pourtant, selon Claire Bishop (en), les œuvres prises en exemple par Nicolas Bourriaud se limiteraient à une conception consensuelle de la relation, ce qui tendrait à exclure tout un pan de l'art contemporain et actuel basé sur une conception de la relation en termes de « dissensus » (Jacques Rancière), voire de conflit. De fait, Nicolas Bourriaud décrit un art qui, contrairement aux anciennes avant-gardes, ne cherche pas à préparer un monde futur, mais à « constituer des modes d'existence ou des modèles d'action à l'intérieur du réel existant ».
L’esthétique relationnelle telle que la conçoit Nicolas Bourriaud pourrait être résumée par cette phrase de son essai : « L’art est un état de rencontre », partant d'une expression d'Althusser appliquée à la ville qui permet et généralise l'expérience de proximité. Loin de se limiter à un « art interactif », il s'agit de montrer comment la sphère des relations humaines, au même titre que celle de la consommation dans les années 1960, reconfigure les pratiques artistiques et produit des formes originales. Les figures formelles de l'art relationnel sont la collaboration, l'entretien, la manifestation (Philippe Parreno : No more reality, 1991), la modélisation de relations sociales ou la construction d'outils de communication (Pierre Huyghe et Melik Ohanian: Mobile TV, 1996). 
Dans l’art relationnel, l’accent est mis sur « l’expérience de la relation sociale », elle peut, ou non, se matérialiser sous forme d'« objets d'art » qui, la plupart du temps, sont à considérer comme des documents a posteriori, des « traces » (au sens de Derrida) de ces instants de rencontre. L'exposition joue un rôle particulier, parce qu'elle permet, contrairement à d'autres formes culturelles, d'ouvrir un espace collectif et de permettre une discussion immédiate : l'art « resserre l'espace des relations ». S'il s'intègre dans le système global des relations humaines, il introduit toutefois des « interstices » suggérant d'autres possibilités d'échange ou de communication que celles qui sont en vigueur.

## Historique
Nicolas Bourriaud reconnaît que, au-delà des tendances qu'il identifie dans les années 1990, « l'art a toujours été relationnel à des degrés divers, c’est-à-dire facteur de socialité et fondateur de dialogue ».
Plus précisément, Sébastien Biset replace les arts relationnels (au pluriel) dans une perspective historique en les reliant à l'influence de John Dewey, qui a mis l'accent sur la question de l'expérience, de l'apparition de l'indéterminé dans la pensée scientifique du XXe siècle et de l'importance donnée à l'environnement.
Ainsi, dès les années 1970, Jacques Lennep et d'autres artistes, un art « relationnel » a ouvert l'œuvre d'art à des lectures multiples, favorisant l'interprétation par le spectateur et la transciplinarité, en explorant la notion de relation. De même le « collectif d'art sociologique » lancé par Hervé Fischer, Fred Forest et Jean-Paul Thénot en 1974 se fonde sur le fait sociologique et le lien entre l'art et la société, affirmant que « l’art sociologique est un art relationnel ».

## Artistes
La sphère de l'art relationnel constitue un des principaux enjeux artistiques de la génération des jeunes artistes des années 1990.
Nicolas Bourriaud, dans son ouvrage de 1998, cite notamment Felix Gonzales-Torres, auquel il consacre un article entier, Philippe Parreno, Maurizio Cattelan, Rirkrit Tiravanija, Dominique Gonzalez-Foerster, Vanessa Beecroft, Pierre Huyghe, Gabriel Orozco, Douglas Gordon, Christine Hill, Noritoshi Hirakawa, Jes Brinch, Henrik Plenge Jakobsen,  Angela Bulloch.
D’autres artistes que l’on rattache généralement à ce mouvement sont Carsten Höller,  Henry Bond,Andrea Clavadetscher, Eric Schumacher, Liam Gillick, Jens Haaning, Lothar Hempel, Olga Kisseleva, Peter Land, Miltos Manetas, Jorge Pardo, Jason Rhoades, Santiago Sierra, Christopher Sperandio, Simon Grennan, Gillian Wearing, Kenji Yanobe, Gian Carlo Riccardi, Raoul Marek, Yann Dumoget, Christian Faucouit, Maria Lai.